# Télescope à action rapide pour les objets transitoires
Pour les articles homonymes, voir Tarot (homonymie).
TAROT (Télescope à action rapide pour les objets transitoires) est un réseau français de télescopes automatiques à grand champ, initialement destiné à la recherche des émissions rémanentes optiques des sursauts gamma, installé sur quatre sites. Le premier est situé sur le plateau de Calern, en France métropolitaine ; le deuxième, TCH, a été installé sur le site de l'observatoire de La Silla, au Chili ; un troisième, nommé TRE, à l'observatoire astronomique des Makes, sur l'île de la Réunion ; et le dernier est à l'aérodrome de Ouatom, en Nouvelle-Calédonie.

## Historique
Le premier télescope TAROT (aujourd'hui TCA pour Tarot Calern) a été conçu comme un télescope entièrement automatisé dès 1995 et installé sur le plateau de Calern dans les Alpes-Maritimes au sein du site de l'Observatoire de la Côte d'Azur et a vu sa première lumière en 1998. Il a un diamètre de 250 mm, une focale de 800 mm et est équipé d'un capteur CCD ANDOR IKON couvrant un champ de 1,8 degré carré.
Le deuxième télescope (TCH pour Tarot Chili, initialement TAROT-sud) a été installé sur le site de l'observatoire de La Silla au Chili en 2002. Très semblable au premier, il a un diamètre de 250 mm et une focale de 800 mm.
Le troisième télescope (TRE pour Tarot Réunion), a été installé à l'observatoire astronomique des Makes sur l'île de la Réunion en 2016. Il a un diamètre de 180 mm, une focale de 500 mm et est équipé d'un CCD FLI Proline KAF-16803, couvrant un champ de 4,2 degrés carrés.
Un quatrième télescope est installé en mai 2024 à l'aérodrome de Ouatom, à La Foa, en Nouvelle-Calédonie.
Le réseau TAROT est dirigé par deux astronomes français, Michel Boër (OCA, Nice, France) et Alain Klotz (IRAP, Toulouse, France).

## Mode de fonctionnement
Chacun des quatre télescopes TAROT est un télescope automatisé. En tant que tel, aucune intervention humaine n'est nécessaire pour conduire une observation. Les dépôts de requêtes d'observations sont traités par un ordinateur qui ordonnera ces observations suivant des priorités scientifiques données. Le réseau TAROT étant dédié prioritairement aux sursauts gamma, toute requête d'observation de sursaut gamma sera traitée immédiatement. À l'inverse des télescopes normaux, TAROT observe un sursaut gamma pendant les premières 30 secondes dans un mode particulier, qui ne compense pas la rotation terrestre. Ce mode (trainée) permet d'obtenir une résolution temporelle supérieure à celle que peut atteindre un mode standard. À la fin des observations, les images sont calibrées et réduites automatiquement, laissant à l'opérateur humain la seule tâche de leur exploitation scientifique.

## Autres cibles
Un télescope automatique dédié aux sursauts gamma est occupé en moyenne une trentaine de nuits par an. Le reste du temps (335 jours), outre les impondérables (pluie, vent trop fort, maintenance mécanique), ces télescopes réalisent d'autres études scientifiques. TAROT est impliqué dans le programme Hands on universe pour l'étude de l'astronomie à l'école et consacre de son temps libre pour l'observation du ciel par des classes scolaires d'Asie et d'Amérique (quand il fait nuit en France et jour dans ces pays) ; il est également impliqué dans les programmes de recherche des débris spatiaux conduits par le CNES.
Avec les événements découverts par les observatoires gravitationnels et l'essor de l'astronomie multi-messagers, TAROT a également rejoint le réseau Grandma (Global Rapid Advanced Network Devoted to the Multi-messenger Addicts).
En 2019, à la suite de l'évolution du Commandement Interarmées de l'Espace, devenant le Commandement de l'Espace, le Ministère de la Défense annonce que le réseau TAROT sera développé et mis à contribution dans ce projet de par ses capacités de détection des débris spatiaux,.

## Galerie

Le télescope TAROT à La Silla
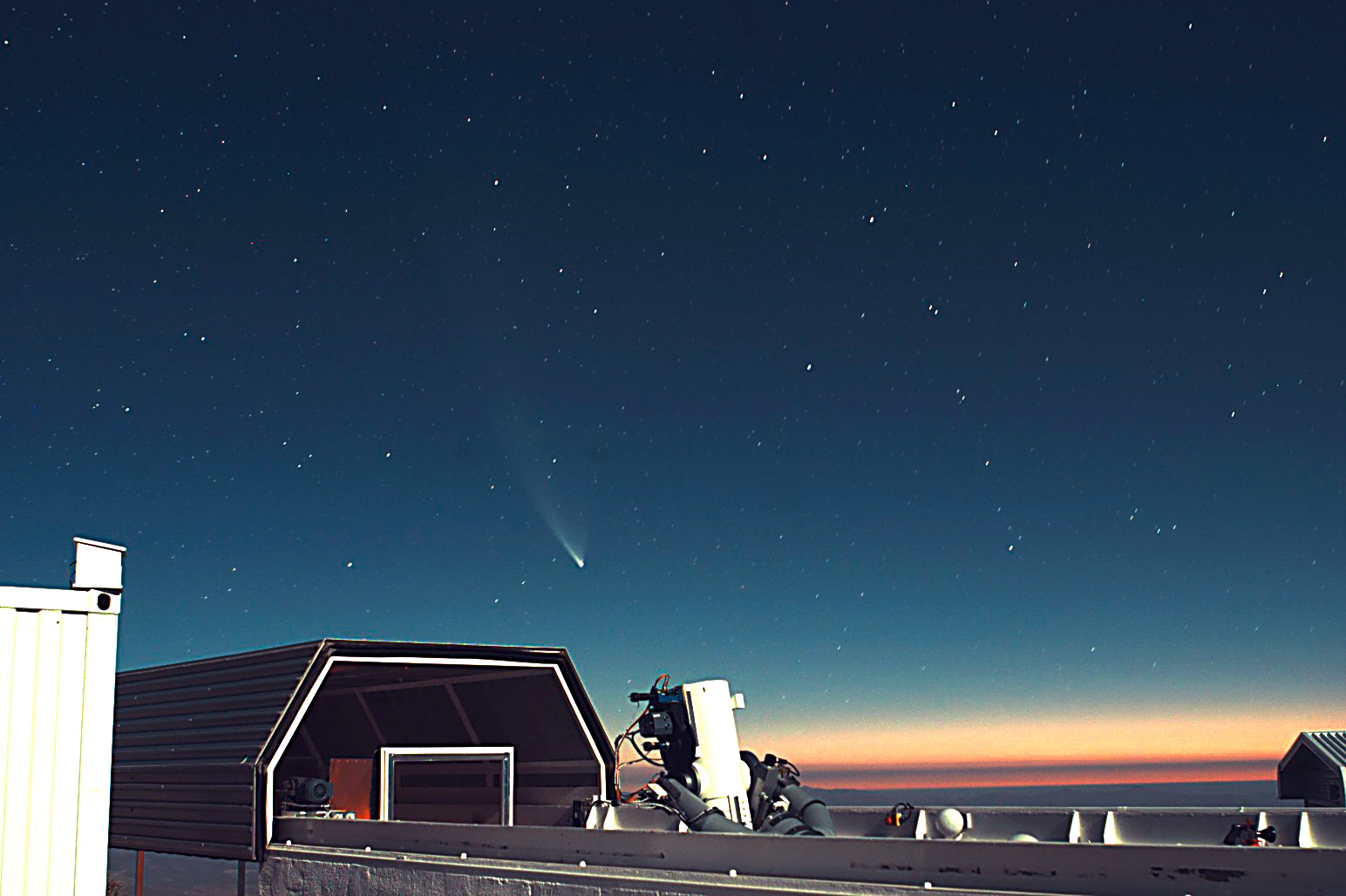
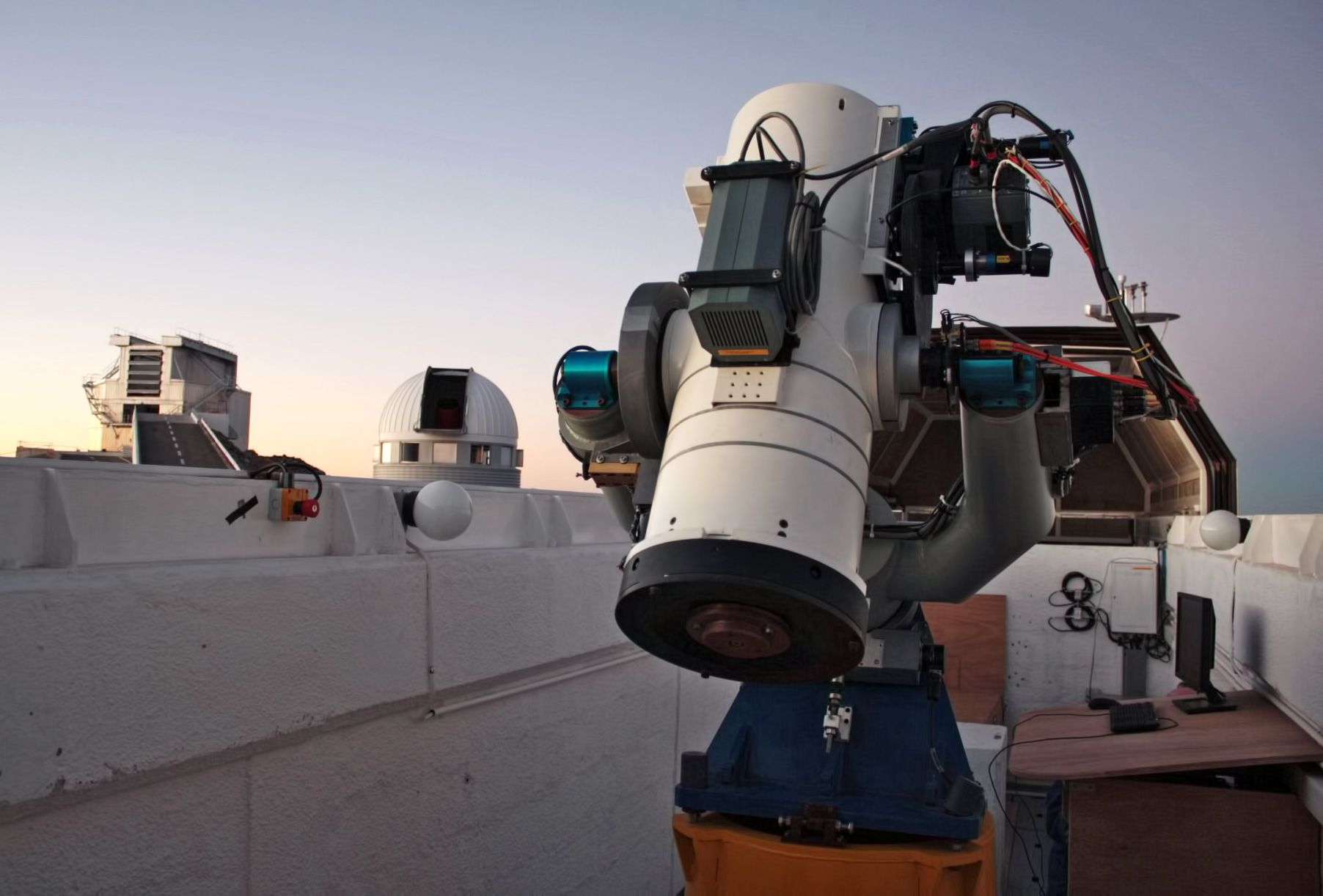
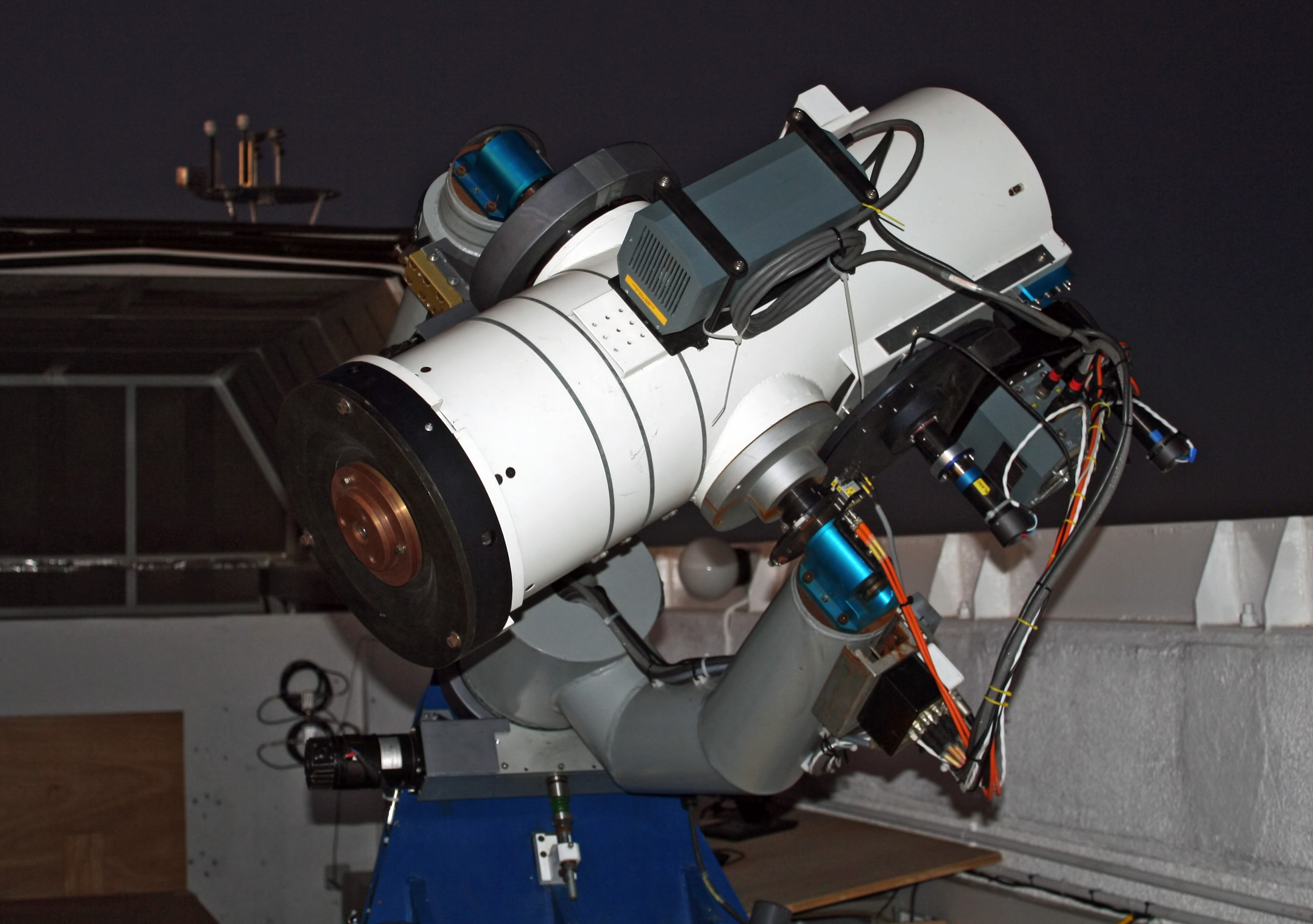